# Резервы на возможные потери по ссудам
Резерв на возможные потери по ссудам (РВПС) — специальный резерв, необходимость которого обусловлена кредитными рисками в деятельности банка.

## Необходимость формирования
Резерв формируется кредитной организацией для минимизации потерь от обесценивания ссуды (ссуд), то есть при потере ссудной стоимости вследствие неисполнения либо ненадлежащего исполнения заёмщиком обязательств по ссуде перед кредитной организацией либо существования реальной угрозы такого неисполнения (ненадлежащего исполнения) (далее кредитный риск по ссуде).
При выдаче кредита всегда существует вероятность его неуплаты, то есть банк не может однозначно определить в момент заключения сделки и в ходе сопровождения кредита факт возврата долга своевременно и в полном объёме. Поэтому при помощи формирования резерва банком закладывается риск невозврата (так называемый «кредитный риск»). Таким образом, данный резерв обеспечивает создание банку более стабильных условий финансовой деятельности, позволяя избегать колебаний величины прибыли, связанной со списанием потерь по ссудам. Источником образования резерва являются отчисления, относимые на расходы банка. То есть в бухгалтерском учёте создание резервов отражается как расходы банка, а восстановление, вследствие гашения кредитов либо из-за снижения ставки резерва — как доходы банка.

## Размер расчётного резерва
Для определения размера расчётного резерва в соответствии с нормативными актами ЦБ РФ используется разделение ссуд на категории качества.
В случае оценки индивидуального кредитного продукта определение категории качества ссуды, то есть вероятности её обесценения, осуществляется на основании профессионального суждения с применением комбинации двух критериев, «финансовое положение» и «качество обслуживания долга». Согласно таблице все ссуды делятся на пять категорий качества:
| Обслуживание долга Финансовое положение | Хорошее                               | Среднее                               | Неудовлетворительное                  |
| --------------------------------------- | ------------------------------------- | ------------------------------------- | ------------------------------------- |
| Хорошее                                 | Стандартные (I категория качества)    | Нестандартные (II категория качества) | Сомнительные (III категория качества) |
| Среднее                                 | Нестандартные (II категория качества) | Сомнительные (III категория качества) | Проблемные (IV категория качества)    |
| Плохое                                  | Сомнительные (III категория качества) | Проблемные (IV категория качества)    | Безнадежные (V категория качества)    |

В соответствии с Положением № 590-П от 28.06.2017 ставка риска определяется по следующей таблице:
| \| Категория качества \| Наименование \| Размер расчетного резерва в процентах от суммы основного долга по ссуде \| \| ----------------------------- \| ------------- \| ----------------------------------------------------------------------- \| \| I категория качества (высшая) \| Стандартные \| 0% \| \| II категория качества \| Нестандартные \| от 1% до 20% \| \| III категория качества \| Сомнительные \| от 21% до 50% \| \| IV категория качества \| Проблемные \| от 51% до 100% \| \| V категория качества (низшая) \| Безнадежные \| 100% \| |               |                                                                         |
| Категория качества | Наименование  | Размер расчетного резерва в процентах от суммы основного долга по ссуде |
| I категория качества (высшая) | Стандартные   | 0%                                                                      |
| II категория качества | Нестандартные | от 1% до 20%                                                            |
| III категория качества | Сомнительные  | от 21% до 50%                                                           |
| IV категория качества | Проблемные    | от 51% до 100%                                                          |
| V категория качества (низшая) | Безнадежные   | 100%                                                                    |

Ссуды, объединённые в ПОС, в зависимости от продолжительности просроченных платежей группируются в один из следующих портфелей обеспеченных (ипотечные ссуды и кредиты на покупку автотранспортных средств) и прочих ссуд:
- портфель ссуд без просроченных платежей;
- портфель ссуд с просроченными платежами продолжительностью от 1 до 30 календарных дней;
- портфель ссуд с просроченными платежами продолжительностью от 31 до 90 календарных дней;
- портфель ссуд с просроченными платежами продолжительностью от 91 до 180 календарных дней;
- портфель ссуд с просроченными платежами продолжительностью свыше 180 календарных дней.

В Положении № 590-П от 28.06.2017 предусмотрено два варианта определения минимальной ставки резерва по портфелю однородных ссуд, предоставленных физическим лицам, на усмотрение кредитной организации. Выбранный вариант банк обязан закрепить в своей кредитной политике.
Для субъектов малого и среднего предпринимательства закреплён единственный способ определения ставки риска, который совпадает с вариантом 1, предложенным для физических лиц.
| \| Портфели однородных ссуд \| По ссудам, предоставленным физическим лицам (вариант 1), субъектам малого и среднего предпринимательства \| По ссудам, предоставленным физическим лицам (вариант 1), субъектам малого и среднего предпринимательства \| По ссудам, предоставленным физическим лицам (вариант 2) \| По ссудам, предоставленным физическим лицам (вариант 2) \| \| Портфели однородных ссуд \| по портфелям обеспеченных ссуд \| по портфелям прочих ссуд \| по портфелям обеспеченных ссуд \| по портфелям прочих ссуд \| \| --------------------------------------------------------------------- \| -------------------------------------------------------------------------------------------------------- \| -------------------------------------------------------------------------------------------------------- \| ------------------------------------------------------- \| ------------------------------------------------------- \| \| портфель ссуд без просроченных платежей \| 0,5% \| 1% \| 0,75% \| 1,5% \| \| портфель ссуд с просроченными платежами от 1 до 30 календарных дней \| 1,5% \| 3% \| 0,75% \| 1,5% \| \| портфель ссуд с просроченными платежами от 31 до 90 календарных дней \| 10% \| 20% \| 10% \| 20% \| \| портфель ссуд с просроченными платежами от 91 до 180 календарных дней \| 35% \| 50% \| 35% \| 50% \| \| портфель ссуд с просроченными платежами свыше 180 календарных дней \| 75% \| 75% \| 75% \| 75% \| | | |                                                         |                                                         |
| Портфели однородных ссуд | По ссудам, предоставленным физическим лицам (вариант 1), субъектам малого и среднего предпринимательства | По ссудам, предоставленным физическим лицам (вариант 1), субъектам малого и среднего предпринимательства | По ссудам, предоставленным физическим лицам (вариант 2) | По ссудам, предоставленным физическим лицам (вариант 2) |
| Портфели однородных ссуд | по портфелям обеспеченных ссуд                                                                           | по портфелям прочих ссуд                                                                                 | по портфелям обеспеченных ссуд                          | по портфелям прочих ссуд                                |
| портфель ссуд без просроченных платежей | 0,5% | 1% | 0,75%                                                   | 1,5%                                                    |
| портфель ссуд с просроченными платежами от 1 до 30 календарных дней | 1,5% | 3% | 0,75%                                                   | 1,5%                                                    |
| портфель ссуд с просроченными платежами от 31 до 90 календарных дней | 10% | 20% | 10%                                                     | 20%                                                     |
| портфель ссуд с просроченными платежами от 91 до 180 календарных дней | 35% | 50% | 35%                                                     | 50%                                                     |
| портфель ссуд с просроченными платежами свыше 180 календарных дней | 75% | 75% | 75%                                                     | 75%                                                     |

## Периодичность формирования
Размер резерва на возможные потери по ссудам корректируется банком ежедневно в соответствии с изменением величины и качества кредитного портфеля, то есть в связи с выдачей (погашением) кредитов, переходом из одной категории качества в другую, изменением ставки риска по отдельным ссудам.
Определение ставки резерва производится банком не реже одного раза в квартал на основании профессиональных суждений по индивидуальным кредитам и портфелям однородных ссуд.